# Municipio de Union (condado de Floyd)
El municipio de Union (en inglés: Union Township) es un municipio ubicado en el condado de Floyd en el estado estadounidense de Iowa. En el año 2010 tenía una población de 636 habitantes y una densidad poblacional de 5,96 personas por km².

## Geografía
El municipio de Union se encuentra ubicado en las coordenadas 42°57′29″N 92°50′23″O / 42.95806, -92.83972. Según la Oficina del Censo de los Estados Unidos, el municipio tiene una superficie total de 106.79 km², de la cual 105,81 km² corresponden a tierra firme y (0,91 %) 0,98 km² es agua.

## Demografía
Según el censo de 2010, había 636 personas residiendo en el municipio de Union. La densidad de población era de 5,96 hab./km². De los 636 habitantes, el municipio de Union estaba compuesto por el 98,27 % blancos, el 0,16 % eran afroamericanos, el 0,47 % eran amerindios, el 0,31 % eran asiáticos, el 0,16 % eran de otras razas y el 0,63 % eran de una mezcla de razas. Del total de la población el 0,31 % eran hispanos o latinos de cualquier raza.